# 被掩埋的教堂
57°42′49″N 10°33′03″E / 57.713534°N 10.55089°E

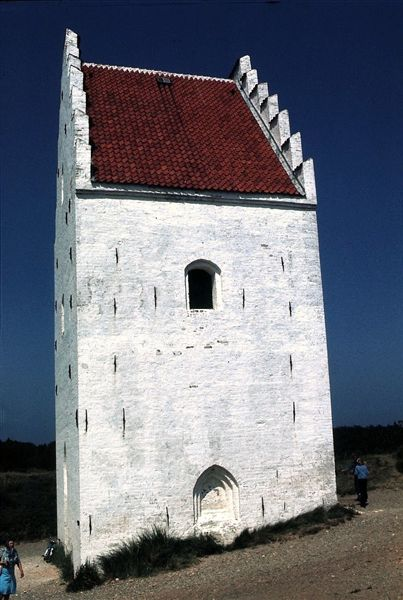
被掩埋的教堂，丹麥文名為 Sct. Laurentii Kirke，以聖老楞佐為名

被掩埋的教堂（丹麥文：Den Tilsandede Kirke，或者翻譯為「被沙掩蓋的教堂」，The Sand-Covered Church，也被稱為「老斯卡恩教堂」，Old Skagen Church）是十四世紀晚期，紀念羅馬的聖老楞佐所建築的教堂。這是一座相當大的磚造教堂，位於丹麥的斯卡恩小鎮，距離鎮中心西南方2（1.2英里）。
在十八世紀中晚期時，這座教堂有部分被附近的沙丘所掩埋；每次要使用之前，教徒必須把教堂的入口挖出來。這番維持教堂不被掩埋的掙扎一直持續到 1795 年，教堂終於廢棄為止。教堂大多數被拆除，原本的建築僅剩下只留下馬頭牆塔。

## 架構
這座教堂是斯卡恩最古老的教堂之一。這是一座建於1355到1387年(時間是第一次提到的日期)的磚砌哥德式建築，教堂有一個長圓頂的中殿和外部一座橋墩，並有一座馬頭牆塔，建於約1475年。

## 外部連結
- "Skagen Klitplantage (Dünenplanzung)"（页面存档备份，存于），丹麥環境部建立
- "A Story from the Dunes", by H. C. Andersen
- "Skov- & Naturstyrelsen, Vendsyssel"（页面存档备份，存于） – A modern illustration of the appearance of the Sand-Covered Church circa 1600